# Моара-Ноуе (Прахова)
Моара-Ноуе (рум. Moara Nouă) — село у повіті Прахова в Румунії. Входить до складу комуни Берчень.
Село розташоване на відстані 56 км на північ від Бухареста, 5 км на схід від Плоєшті, 87 км на південний схід від Брашова.

## Населення
За даними перепису населення 2002 року у селі проживали 957 осіб, з них 956 осіб (99,9%) румунів. Рідною мовою 956 осіб (99,9%) назвали румунську.